# Catherine Eddowes
Catherine Eddowes (14 de abril de 1842-30 de septiembre de 1888) fue una obrera y prostituta británica, una de las víctimas de los asesinatos de Whitechapel. Su muerte ha sido atribuida al famoso asesino en serie no identificado Jack el Destripador, quien se cree mató y mutiló al menos a cinco mujeres en el área de Whitechapel, en Londres, desde finales de agosto hasta principios de noviembre de 1888.
El crimen de Eddowes ocurrió menos de una hora después del asesinato de otra prostituta, Elizabeth Stride, sumiendo en pánico la muerte de ambas mujeres a todo Londres debido a que era la primera vez en que dos asesinatos atribuidos al Destripador tenían lugar la misma noche.

## Vida y antecedentes
Eddowes, también conocida como Kate Conway y Kate Kelly tras sus dos sucesivas convivencias, nació el 14 de abril de 1842 en Graisley Green, Wolverhampton. Sus padres, el hojalatero George Eddowes y su esposa Catherine Evans, quien trabajaba de cocinera en el hotel Peacock, tenían otros once hijos (uno de ellos muerto en la infancia), trasladándose la familia a Londres en 1843. George obtuvo empleo en Bell Court, en la City de Londres, residiendo la familia inicialmente en el n.º 4 de Baden Place, Bermondsey; para 1851, todos residían en el n.º 35 de West Street. Kate fue educada en la St John's Charity School, en Potter's Field (Tooley Street), hasta la muerte de su madre en 1851 o 1855, entrando la mayoría de sus hermanos en el hospicio Bermondset Workhouse y en la Industrial School (a los quince años Eddowes ya era huérfana de padre y madre). Su educación continuó cuando quedó bajo el cuidado de una tía que residía en Bison Street, en Wolverhampton, asistiendo Kate posteriormente a la Dowgate Charity School y empezando a trabajar como estampadora de hojalata. Entre 1861 y 1863, después de haber perdido el empleo posiblemente al haber sido sorprendida robando, Kate se trasladó a Birmingham, donde vivió brevemente con un tío suyo trabajando como pulidora de bandejas durante cuatro meses antes de regresar a Wolverhampton. Nueve meses después volvería a Birmingham, donde comenzó una relación con el soldado retirado del Royal Irish Regiment Thomas Conway, ganándose ambos la vida en diversas ciudades vendiendo biografías escritas por él, aunque también se especializaron en la producción de gallows ballads, un género musical británico popular en aquella época el cual versaba sobre crímenes reales, llegando Kate a cantar en una ocasión una balada sobre la ejecución de su primo Christoper Robinson, quien había muerto ahorcado en Strafford en enero de 1866. Tras mudarse a Londres en 1868, el creciente alcoholismo de la mujer empezó a provocar desavenencias en la pareja y en una ocasión Kate huyó de Conway y trató de volver a casa de su tía, si bien esta se negó a recibirla, por lo que Kate se vio obligada a buscar refugio en un albergue en Bison Street.
Conway y Eddowes tuvieron una hija y dos hijos, sufriendo Kate problemas con la bebida, por lo que acabó abandonando a su familia en 1880. Al año siguiente, Kate se encontraba viviendo con una nueva pareja, John Kelly, un vendedor de fruta, en el albergue de Cooney, situado en el n.º 55 de Flower and Dean Street, en Spitalfields, donde ejerció la prostitución ocasionalmente para poder pagar el alquiler (se cree que cuando Eddowes no podía pagar una cama en una casa de huéspedes dormía a la intemperie en la habitación delantera del n.º 26 de Dorset Street, conocida localmente como «el cobertizo»). Con el fin de evitar cualquier contacto con Eddowes, Conway cobraba su pensión del ejército bajo el nombre de Quinn, manteniendo las direcciones de los hijos de ambos en secreto.
Al momento de su muerte, Kate fue descrita como de aproximadamente un metro y cincuenta centímetros de altura, pelo castaño oscuro y ojos color avellana. Así mismo, llevaba un tatuaje con las iniciales «TC» (Thomas Conway) escritas con tinta azul en el antebrazo izquierdo. Varias amistades de Eddowes la describieron como «inteligente y erudita, pero poseedora de un temperamento feroz», mientras que Frederick William Wilkinson, encargado del albergue de Cooney, la definió como «una mujer muy alegre, siempre cantando».
En el verano de 1888, Eddowes y Kelly, en compañía de Emily Birrell, amiga de ambos, aceptaron un trabajo eventual como recolectores de lúpulo en Kent, algo que hacían todos los años, regresando a Londres al término de la cosecha, donde pronto gastaron todo el dinero que habían cobrado. Birrell, quien se había separado de Eddowes y Kelly en Cheltenham, le entregó a Kate una papeleta de empeño por una camisa de franela con la intención de que se la diese a Kelly, puesto que ambos se dirigían a Londres. Esta papeleta sería hallada posteriormente entre las pertenencias de Kate tras su muerte.

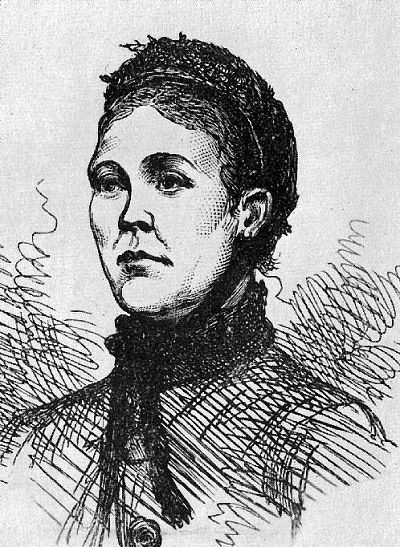
Retrato de Eddowes en vida publicado en The Penny Illustrated Paper del 13 de octubre de 1888.

## Últimas horas y muerte

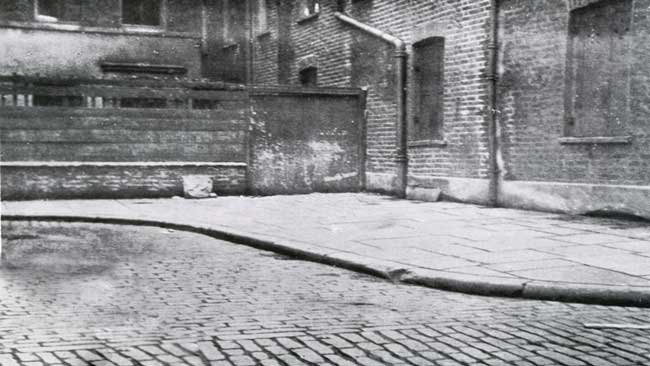
Esquina suroeste de Mitre Square, donde Catherine Eddowes fue asesinada. Fotografía de la década de 1890.

El 28 de septiembre de 1888, Eddowes y Kelly repartieron entre ellos los últimos seis peniques que les quedaban; él dispuso de cuatro peniques para pagar una cama en el albergue de Cooney, mientras que ella usó los dos restantes para pasar la noche en la Shoe Lane Casual Ward. Allí, Eddowes explicó que había ido a trabajar al campo pero que las cosas no habían salido como esperaba, diciendo: «He vuelto a ganar la recompensa ofrecida por la captura del asesino de Whitechapel. Creo que lo conozco», a lo que el superintendente del local replicó advirtiéndole que tuviese cuidado de que no la matase a ella, respondiendo Kate: «Oh, no temas» (no hay pruebas que corroboren esta historia, por lo que posiblemente no sea verídica). Tras reunirse a la mañana siguiente, y ante la falta de dinero, Kelly tomó la decisión de empeñar sus botas, siendo Kate quien las llevó a la casa de empeños de Jones en Church Street bajo el nombre de Jane Kelly. Con el dinero obtenido, Kelly y ella compraron algo de comida, té y azúcar. Entre las 10:00 y las 11:00 horas, ambos fueron vistos por Frederick Wilson desayunando en la cocina del albergue. Tras quedarse nuevamente sin dinero, Eddowes informó a Kelly de que iría a Bermondsey para intentar conseguir algo de su hija, Annie Phillips, quien, casada con un fabricante de armas en Southwark, había huido de su madre precisamente para no tener que prestarle dinero, siendo imposible que Kate viese a su hija puesto que esta se había mudado desde la última vez que se vieron. Kate se separó de Kelly en Houndsditch a las 14:00 horas, prometiendo no volver más tarde de las 16:00. Kelly, descalzo, pagó una cama en el albergue de Cooney poco antes de las 20:00 horas, permaneciendo allí toda la noche según el encargado.
A las 20:00 horas, el oficial de policía Louis Robinson se cruzó con Eddowes, quien estaba rodeada por un grupo de personas a las puertas del n.º 29 de Aldagate High Street. Kate estaba ebria y tirada en el suelo. Robinson preguntó si alguien la conocía, pero nadie contestó, procediendo a levantarla y a apoyarla contra los postigos del edificio, pero Kate no pudo mantener el equilibrio y se cayó. Con la ayuda del oficial George Simmons, Eddowes fue conducida a la comisaría de Bishopgate. A las 20:45 horas, el sargento de la comisaría, James Byfield, se encontraba allí a la llegada de Eddowes. Junto con los oficiales Robinson y Simmons, preguntó a Kate su nombre, a lo que ella respondió: «Nada». A las 20:50 horas, el oficial Robinson fue a verla  a su celda, comprobando que Kate estaba dormida y olía a bebida, mientras que a las 21:45 horas el oficial de policía George Hutt, quien estaba a cargo de los presos, empezó a vigilar la celda de Eddowes cada media hora bajo órdenes del sargento Byfield. A esa misma hora los oficiales de policía del turno de noche abandonaron la comisaría de Bishopgate para dirigirse a sus respectivas rondas. Entre esos oficiales estaban los policías Edward Watkins y James Harvey.
Alrededor de las 22:00 horas, el oficial Watkins empezó la primera ronda de su turno, la cual iba desde Duke Street hasta Heneage Lane, cruzando un tramo de Bury Street; después seguía a través de Creechurch Lane y Leadenhall Street hasta Mitre Street y una pequeña plaza, Mitre Square; posteriormente continuaba hasta King Street y St James Place para terminar, finalmente, en Duke Street. Hacia esa misma hora, el oficial de policía Harvey empezó también su ronda, la cual iba desde Bevis Mark hasta Duke Street; después hasta Little Duke Street y a Houndsditch y nuevamente a Duke Street, desde donde continuaba hasta Church Passage; después nuevamente a Duke Street, Houndsditch y Little Duke Street, desde donde regresaba a Houndsditch; a continuación a Goring Street y, finalmente, de regreso a Bevis Mark.
A las 00:15 horas del 30 de septiembre se escuchó a Kate cantar en voz baja en su celda. Quince minutos después Eddowes preguntó mediante gritos cuándo la dejarían salir, a lo que Hutt respondió: «Cuando seas capaz de cuidarte tú sola», obteniendo por parte de ella la siguiente respuesta: «Ahora puedo». A las 00:55 horas, Byfield dio instrucciones a Hutt de comprobar si se podía liberar a algún preso. Para entonces Kate estaba sobria, afirmando que se llamaba Mary Ann Kelly y que su dirección era el n.º 6 de Fashion Street, tras lo cual fue liberada. Eddowes abandonó la comisaría a la 1:00 horas, preguntando qué hora era, a lo que Hutt respondió: «Demasiado tarde para que consigas algo de beber». Kate replicó: «Me voy a llevar una buena paliza cuando llegue a casa», contestando Hutt que se lo merecía por emborracharse. Tras abandonar la comisaría después de que Hutt le abriese la puerta y le indicase por dónde tenía que salir, Kate se despidió de él diciendo: «Buenas noches, gallo viejo». Eddowes se marchó en dirección opuesta a Flower and Dean Street, donde realmente vivía, siendo probable que se dirigiese hacia Aldagate High Street, donde se había emborrachado. A continuación bajó por Houndsditch y pasó, posiblemente, por Duke Street, al final de la cual estaba Church Passage, que llevaba a Mitre Square, a donde se considera que debió tardar menos de diez minutos en llegar, lo que deja un margen de treinta minutos entre la hora en que abandonó la comisaría y en la que fue vista fuera de Mitre Square. A la 1:35 horas, Joseph Lawende, viajante del ramo de la industria cigarrera, Joseph Hyam Levy, carnicero, y Harry Harris, vendedor de muebles, abandonaron el Imperial Club del n.º 16-17 de Duke Street, viendo los tres a Eddowes y a un hombre hablando frente a Church Passage, el cual conducía hacia el suroeste desde Duke Street hasta Mitre Square, a lo largo del muro sur de la Gran Sinagoga de Londres. Kate estaba de cara al hombre, con una mano sobre el pecho de él, pero no de manera que sugiriese que estaba oponiendo resistencia alguna. Lawende describió al acompañante de Kate como de aproximadamente treinta años, un metro setenta de altura, tez pálida, bigote y constitución media. Según su testimonio, el hombre llevaba unos pantalones de color gris, una chaqueta que le quedaba grande, una gorra de tela también gris con visera del mismo color y un pañuelo rojizo atado al cuello, afirmando Lawende que tenía aspecto de marino e identificando posteriormente las ropas de Eddowes como las que llevaba la mujer que vio esa noche. Poco después del avistamiento de Lawende, el policía James Harvey atravesó Church Passage desde Duke Street, si bien su ronda lo condujo de vuelta a Church Passage y Duke Street sin llegar a entrar en Mitre Square, en cuya esquina suroeste el oficial Edward Watkins descubrió, aproximadamente a la 1:45 horas, el cadáver mutilado de Eddowes.
Watkins afirmó haber entrado en la plaza a la 1:44 horas, habiendo estado allí por última vez a la 1:30. El oficial acudió en busca de auxilio a un almacén de té ubicado en la plaza, donde el vigilante nocturno y antiguo policía George James Morris había permanecido durante el asesinato sin haber notado nada inusual, al igual que otro vigilante, George Clapp, quien se hallaba en el n.º 5 de Mitre Square, y un policía fuera de servicio, Richard Pearse, quien se encontraba en el n.º 3 de Mitre Square.

## Investigación

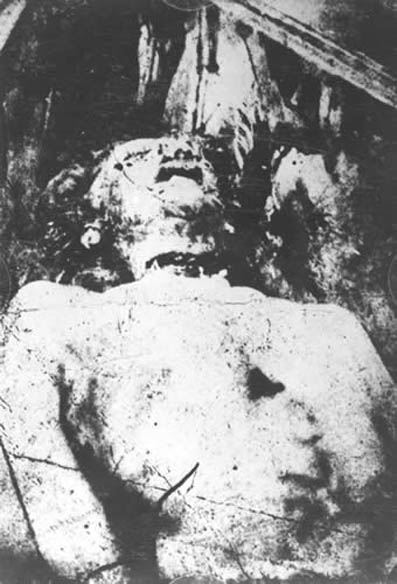
Fotografía mortuoria de Catherine Eddowes.

La investigación fue abierta el 4 de octubre por el juez Samuel F. Langham, llevándose a cabo una búsqueda casa por casa sin descubrir nada sospechoso. Al momento de su muerte, Kate llevaba consigo, entre ropa y pertenencias: un sombrero de paja de color negro con ribetes de terciopelo negro y verde y abalorios negros, atado con cintas negras y muy ajustado; una chaqueta negra con ribetes de imitación de piel alrededor del cuello y los puños y alrededor de los bolsillos, del mismo tipo y con seda entretejida, y botones grandes y metálicos; una falda de cretona verde oscura con tres volantes y representaciones de margaritas y lirios; un chaleco de hombre blanco con botones; un corpiño de cuero marrón y cuello negro con botones marrones en la parte delantera; una enagua gris con cintura blanca; dos faldas llevadas como ropa interior: una verde de alpaca y otra azul con volantes rojos, ambas muy viejas y gastadas; una camisa blanca de percal (no llevaba ropa interior ni corsé); botas de hombre con lazos de mohair (reemplazados con hilo rojo en la derecha); un trozo de gasa de seda llevada como pañuelo de cuello; dos pañuelos: uno grande blanco y otro blanco con detalles rojos y blancos; dos bolsillos de percal sujetos con cordones; un bolsillo con rayas azules; medias marrones remendadas en los pies con algodón blanco; dos pequeños bolsos azules; dos pipas pequeñas de color negro; dos cajas pequeñas: una con té y otra con azúcar; una caja de cerillas vacía; doce trozos de trapo blanco, algunos manchados de sangre; una pieza de lino basto de color blanco; una pieza de tela para camisa azul y blanca; una pieza de franela roja con alfileres y agujas; seis piezas de jabón; un cepillo de dientes pequeño; un cuchillo de mesa blanco; una cucharilla de té de metal; una caja para guardar cigarros de cuero con elementos de metal; una bola de cáñamo; varios botones y un dedal; una caja de mostaza con dos papeletas de empeño dentro: una a nombre de Emily Birrell, del n.º 52 de White's Row, fechada el 31 de agosto en concepto de nueve peniques por una camisa de franela, y otra a nombre de Jane Kelly, del n.º 6 de Dorset Street, fechada el 28 de septiembre en concepto de dos chelines por un par de botas de hombre (ambas direcciones eran falsas); parte de unas gafas; un mitón rojo; un papel impreso y, según la prensa, una postal destinada a «Fran Carter, 305, Bethnal Green Road».
El forense Frederick Gordon Brown, quien había llegado a Mitre Square la noche del crimen hacia las 2:00 horas, declaró: 

El cuerpo yacía sobre su espalda, la cabeza girada hacia el hombro izquierdo. Los brazos estirados, en paralelo al cuerpo. Ambas palmas de la manos hacia arriba, los dedos ligeramente doblados. La pierna izquierda extendida, en paralelo al cuerpo. El abdomen estaba expuesto. La pierna derecha estaba doblada. La garganta cortada.
Los intestinos fueron extraídos en gran parte y colocados sobre el hombro derecho — estaban manchados con algo de material fecal. Un trozo de dos pies estaba bastante despegado del cuerpo y colocado entre el cuerpo y el brazo izquierdo, aparentemente estaba hecho a propósito. El lóbulo y la aurícula de la oreja izquierda fueron cortados de forma oblicua.
Había cierta cantidad de sangre seca en el pavimento al lado izquierdo del cuello y en la parte de arriba del brazo. Y flujo rojo sangre que había fluido por debajo del cuello hasta el hombro izquierdo, inclinándose en la misma dirección que el pavimento.
El cuerpo estaba bastante cálido. No había habido rigor mortis. Muy probablemente murió hacía menos de media hora. Buscamos golpes superficiales y no vimos ninguno. No había sangre en la piel de la mitad de abajo del cuerpo, ni secreción de ningún tipo en los muslos. No había salpicaduras de sangre en el pavimento ni en la pared. No había señales de sangre en la mitad de abajo del cuerpo. Algunos botones fueron encontrados en la sangre reseca al hacer el levantamiento del cadáver. No había sangre en la parte de enfrente de las ropas. No había rastro de «conexión» reciente [...]
Cuando el cuerpo llegó a Golden Lane, parte de la sangre se dispersó al llevar el cuerpo a la morgue. Las ropas fueron quitadas cuidadosamente. Un trozo de la oreja de la difunta cayó de entre la ropa.
Hice un examen postmortem a las dos y media de la tarde del domingo. El rigor mortis estaba muy marcado, el cuerpo no estaba del todo frío. Decoloración verde en el abdomen.
Después de lavar la mano izquierda cuidadosamente, se descubrió un moretón del tamaño de una moneda de seis peniques, reciente y enrojecido, entre el pulgar y el índice. Unos pocos moretones en la espinilla derecha, antiguos. Las manos y los brazos estaban bronceados. No había moretones en los codos, la espalda o el cuero cabelludo.
El rostro estaba muy mutilado. Había un corte de un cuarto de pulgada a través del párpado izquierdo, dividiéndolo. En la parte de arriba de ese párpado había un pequeño corte a través de la piel, casi en el ángulo de la nariz.
El párpado derecho tenía un corte de media pulgada.
Había un corte profundo en el puente de la nariz, desde el borde izquierdo del hueso nasal hasta cerca del ángulo del mandíbula, en el lado derecho de la mejilla. Este corte llegaba hasta el hueso y dividía las estructuras de la mejilla excepto la membrana mucosa de la boca.
La punta de la nariz estaba casi separada por corte oblicuo desde el final del hueso nasal hasta donde las alas de la nariz se unen a la cara. Un corte dividía el labio superior y se extendía a través de la encía hasta el incisivo superior derecho.
Una media pulgada de la nariz presentaba otro corte oblicuo. Había un corte en el ángulo derecho de la boca, como hecho con la punta del cuchillo. El corte se extendía una pulgada y media y era paralelo con el labio inferior.
Había a cada lado de la mejilla un corte que arrancó piel, formando un colgajo de piel triangular de una pulgada y media. En la mejilla izquierda había dos abrasiones del tejido epitelial bajo la oreja izquierda.
La garganta estaba cortada, unas seis o siete pulgadas. Un corte superficial empezaba a una pulgada y media bajo el lóbulo inferior, y unas dos pulgadas y media detrás de la oreja izquierda, y se extendía por la garganta hasta tres pulgadas bajo el lóbulo de la oreja derecha.
El músculo de la garganta fue dividido en el lado izquierdo. Los vasos sanguíneos mayores en el lado izquierdo del cuello fueron cercenados. La laringe fue seccionada bajo las cuerdas vocales. Todas las estructuras profundas fueron seccionadas hasta el hueso, marcando el cuchillo los cartílagos intervertebrales. Las paredes de los vasos sanguíneos del lado derecho fueron abiertas.
La arteria carótida tenía un buen agujero, la yugular interna estaba abierta, una pulgada y media — no dividida. Los vasos sanguíneos contenían sangre reseca. Todas estas heridas fueron obra de un instrumento del tipo de un cuchillo, y bien afilado.
La causa de la muerte fue hemorragia de la carótida izquierda. La muerte fue inmediata y las mutilaciones fueron infligidas después de la muerte.
Examinamos el abdomen. Las paredes delanteras estaban abiertas, desde el esternón hasta el pubis. El corte comenzó en el lado opuesto del cartílago enciforme. El corte iba hacia abajo, sin penetrar la piel del esternón. Luego dividió el cartílago enciforme. El cuchillo debió de cortar oblicuamente, a expensas de dicho cartílago.
El hígado fue apuñalado, como con la punta de un instrumento afilado. Había una incisión en el hígado de unas dos pulgadas y media, y el lóbulo izquierdo del hígado tenía un corte vertical. Dos cortes de forma irregular en la piel del costado izquierdo.
Las paredes abdominales fueron divididas en el medio, hasta a un cuarto de pulgada del ombligo. El corte entonces tomó una dirección horizontal. durante dos pulgadas y media, hacia el lado derecho. Entonces pasó por el lado izquierdo del ombligo, dividiéndolo, e hizo una incisión paralela a la horizontal, dejando una tira de piel del ombligo. Unido al ombligo estaban dos pulgadas y media de la parte baja del músculo rectal del lado izquierdo del abdomen. La incisión bajaba hasta el lado derecho de la vagina y el recto, una pulgada y media tras el recto.
Había una puñalada de una pulgada en la ingle derecha. Fue hecho con un instrumento afilado. Había un corte de 3 pulgadas que atravesaba todos los tejidos, haciendo una herida en el peritoneo de la misma extensión.
Una pulgada bajo el pliegue del muslo había un corte que se extendía de la espina anterior del ilium, oblicuamente hasta la cara interna del muslo izquierdo y separando los labios de la vagina, formando un colgajo de piel hasta la ingle. La parte izquierda del músculo izquierdo no fue separada.
Había un trozo de piel al lado del muslo derecho, incluyendo el labio vaginal derecho, y que se extendía hasta la espina del ilium. Los músculos del lado derecho insertados en los ligamentos frontales fueron cortados.
La piel fue retraída a través de todo el corte en el abdomen, pero los vasos sanguíneos no tenían sangre reseca. Ni había hemorragias apreciables. Llegué a la conclusión de que el acto fue perpetrado postmortem, y no habría habido mucha sangre salpicando al asesino. El corte fue hecho por alguien que estaba al lado derecho del cuerpo, arrodillado hacia la mitad del cuerpo.
Saqué el contenido del estómago y lo coloqué en una jarra para examinarlo. Parecía haber poco en él, líquido o sólido, pero por el corte salió algo de harina parcialmente digerida.
Los intestinos habían sido extraídos en buena parte del mesenterio. Unos dos pies del colon fueron cortados. El pliegue sigmoideo fue introducido en el recto profundamente.
El riñón derecho estaba pálido, sin sangre, con una ligera congestión en la base de las pirámides.
Había un corte en la parte superior de la hendidura bajo la superficie del hígado, hasta el lado izquierdo. Y otro corte en ángulo recto respecto a este, que era de una pulgada y media de profundidad y de dos pulgadas y media de longitud. El hígado estaba sano.
Había bilis. El páncreas fue cortado, pero no del todo, en el lado derecho de la columna espinal. Tres pulgadas y media de la parte baja del bazo, solo estaban unidas al peritoneo por media pulgada.
El recubrimiento peritoneal fue cortado en el lado izquierdo y el riñón izquierdo fue cuidadosamente extraído. La arteria renal fue seccionada. Diría que lo hizo alguien que conocía la posición del riñón.
La membrana que recubre el útero fue cortada. El vientre fue cortado horizontalmente, dejando un trozo de piel de tres cuartos de pulgada. El resto del vientre fue extraído, con alguno de los ligamentos. La vagina y la cerviz uterina no fueron dañadas. 
La vejiga estaba sana y sin ningún daño, y contenía tres o cuarto onzas de agua. Había un corte, como una lengua, en el muro anterior de la aorta abdominal. Los otros órganos estaban sanos. No había indicios de «conexión».
Creo que la herida de la garganta se infligió primero. Creo que debía estar en el suelo cuando se hizo.
Las heridas de la cara y del abdomen fueron infligidas con un cuchillo afilado y puntiagudo, de seis pulgadas o más.
Creo que el perpetrador del acto debe tener un considerable conocimiento de la posición de los órganos en la cavidad abdominal y la forma de extraerlos. Requirió una buena dosis de conocimiento médico haber extraído el riñón y saber dónde estaba situado. Las partes extraídas no serían de utilidad para ningún propósito profesional.
Creo que el perpetrador de este acto tuvo tiempo suficiente, o no habría atacado los párpados. Le llevó al menos cinco minutos.
No puedo dar una razón por la cual esos órganos fueron extraídos. Estoy seguro de que no hubo lucha, y creo que fue el acto de una sola persona.
La garganta fue tan rápidamente cortada que no pudo emitir ningún ruido. No es de esperar que hubiese mucha sangre sobre la persona que infligió esas heridas. Las heridas no pudieron ser autoinfligidas.
Me llamó la atención el mandil, particularmente la esquina del mandil con una cuerda unida. Las manchas de sangre eran de origen reciente. He visto el trozo de mandil que me trajo el Dr Phillips y que fue encontrado en Goulson Street. Es imposible decir si hay sangre humana en el mandil. Junté el trozo de mandil, que tenia un trozo nuevo de tela (que evidentemente había sido cosido al trozo que tengo yo), los bordes de los dos realmente encajaban. Algo de sangre y aparentemente materia fecal fueron encontrados en el trozo que se descubrió en Goulson Street.

El médico Thomas Bond se mostró en desacuerdo con Brown acerca de la destreza del asesino, constando en su informe la siguiente declaración: «En cada caso la mutilación fue infligida por una persona que no tenía conocimientos científicos o anatómicos. En mi opinión no posee siquiera el conocimiento técnico de un carnicero o un matarife o ninguna persona acostumbrada a cortar animales muertos». El cirujano local George William Sequeira, quien fue el primer médico en llegar a la escena del crimen, así como el médico William Sedgwick Saunders, quien estuvo presente durante la autopsia, creían también que el asesino carecía de conocimientos anatómicos y no había buscado órganos en particular. Sumado a las heridas abdominales, el asesino había cortado el rostro de Eddowes. El Royal London Hospital, en Whitechapel Road, conserva algunos dibujos de la escena del crimen así como planos de Mitre Square realizados por el topógrafo Frederick Foster, los cuales fueron dados a conocer en 1966 por Francis Camps, profesor de medicina forense en la Universidad de Londres. En base al análisis de estos documentos, Camps concluyó que los cortes practicados en el cuerpo no habían sido efectuados por un experto.

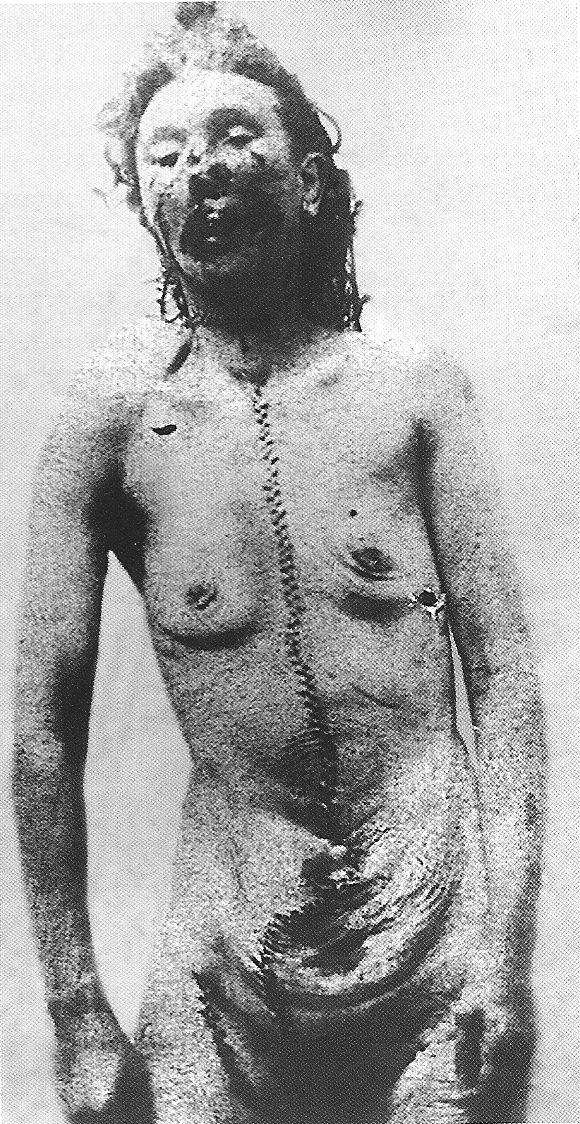
Foto del cuerpo de Eddowes en la morgue tras la autopsia.

Las dos papeletas de empeño halladas en el cuerpo de Eddowes condujeron a su eventual identificación, realizada por John Kelly tras leer acerca de dichas papeletas en los periódicos y siendo esta identificación confirmada por Eliza Gold, hermana de Kate. A pesar de que el asesinato había ocurrido en la City de Londres, su ubicación se hallaba cerca del perímetro de Whitechapel, donde ya habían tenido lugar varios crímenes. La mutilación del cuerpo de Eddowes así como la extracción de su riñón izquierdo y de parte de su matriz eran indicativo de la autoría del crimen por parte de Jack el Destripador, siendo el caso de Eddowes muy similar al de Annie Chapman, ocurrido a principios del mes de septiembre de ese año.
Debido a la localización de Mitre Square, la Policía de la City de Londres, bajo órdenes del inspector James McWilliam, se unió a la investigación junto con la Policía Metropolitana, la cual había intervenido en los asesinatos previos. Hacia las 3:00 horas del 30 de septiembre, poco después del descubrimiento del cadáver de Eddowes, un fragmento ensangrentado de su delantal, contaminado con materia fecal, fue hallado en el suelo del pasillo que conducía a los pisos 118 y 119 de una vivienda, Model Dwellings, en Goulston Street (Whitechapel). Encima del mismo había un muro y, sobre este, un grafiti hecho con tiza el cual rezaba: «Los Judíos son los hombres que no serán culpados por nada». El grafiti, el cual no se sabe a ciencia cierta si estaba o no relacionado con la muerte de Eddowes, fue borrado antes del amanecer por orden del jefe de la Policía Metropolitana Sir Charles Warren, quien temía que dicha frase provocase revueltas antisemitas.
Debido a que Mitre Square tenía tres calles conectadas (Church Passage al noreste, Mitre Street al suroeste y St James's Place al noroeste) y a que el oficial Harvey no había visto a nadie desde Church Passage ni el oficial Watkins a nadie desde Mitre Street, el asesino debió abandonar la plaza a través de St James's Place en dirección a Goulston Street, la cual estaba a un cuarto de hora de Mitre Square siguiendo una ruta directa hacia Flower and Dean Street, donde vivía Kate, lo que llevó a especular con la posibilidad de que su asesino también residiese cerca y hubiese regresado allí después del asesinato.
Sir Henry Smith, jefe de la Policía de la City de Londres en la época de los asesinatos, afirma en sus memorias haber descubierto agua ensangrentada en un lavabo público ubicado en un patio en Dorset Street la noche del crimen, y, debido a que la sangre estaba saliendo lentamente del recipiente, calculó que el Destripador había estado allí momentos antes. No obstante, el autor Martin Fido considera poco probable que el asesino se detuviese para lavarse las manos en un espacio semipúblico alrededor de cuarenta minutos después del crimen, estando así mismo las memorias de Smith plagadas de dramatizaciones, por lo que resultan poco relevantes. Sumado a lo anterior, el episodio declarado por Smith no figura en los archivos policiales.

## Desde el infierno
El 1 de octubre, la postal Saucy Jacky, firmada por Jack el Destripador, fue recibida en la Central News Agency. En la misma, Jack afirmaba ser el responsable de los asesinatos de Stride y Eddowes, refiriéndose a los mismos como el «doble evento», denominación que permanece en la actualidad. Se ha afirmado que la postal fue enviada antes de que los asesinatos fuesen hechos públicos, por lo que sería imposible que cualquiera pudiese tener información sobre los mismos, si bien el matasellos fue colocado más de veinticuatro horas después de los crímenes, cuando los periodistas y los residentes de la zona ya disponían de amplia información al respecto. Los oficiales de policía afirmarían posteriormente haber identificado a un periodista como el autor de la postal, la cual fue finalmente considerada una falsificación, opinión compartida por la mayoría de historiadores del Destripador.

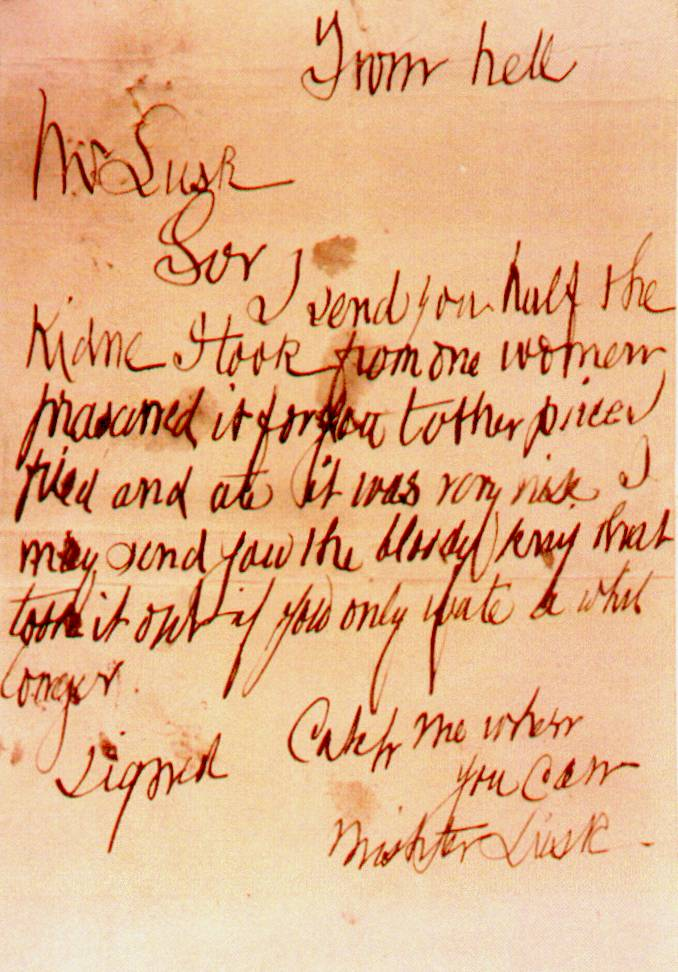
Carta Desde el infierno.

El 16 de octubre de 1888, un paquete con la mitad de un riñón humano acompañado de una carta fue recibido por George Lusk, presidente del Comité de Vigilancia de Whitechapel. La carta es conocida como Carta Lusk o Desde el infierno debido a la frase homónima empleada por el escritor, quien afirmaba haber frito y comido la otra mitad del riñón, difiriendo la letra y el estilo con respecto a la postal Saucy Jacky. El riñón fue llevado al médico Thomas Horrocks Openshaw en el cercano Royal London Hospital, quien concluyó que se trataba de un riñón humano izquierdo. El Daily Telegraph publicó el 9 de octubre que Openshaw había dicho que era un riñón de una mujer de cuarenta y cinco años y que había sido preservado en alcohol, si bien él mismo rechazó las afirmaciones de dicha publicación el mismo día en The Star, argumentando que era imposible determinar la edad o el sexo de la persona a la que pertenecía el órgano y el tiempo que había permanecido sumergido en alcohol. Sir Henry Smith sostiene en sus memorias que el riñón enviado coincidía con la mitad faltante del de Eddowes debido a que la longitud de la arteria renal unida al riñón coincidía con la longitud faltante del cuerpo, además de que tanto el cuerpo como el riñón mostraban signos de la enfermedad de Bright, si bien el testimonio de Smith no coincide con los informes médicos presentados por los patólogos examinadores ni con los registros policiales, habiendo afirmado el forense Brown que el riñón había sido cortado y que la arteria renal estaba completamente ausente. Sumado a lo anterior, los informes de la Policía Metropolitana establecen que el riñón podría haber procedido de cualquier cuerpo, como los conservados en una morgue. El relato de Smith es considerado por los historiadores como edulcorado y repleto de licencias dramáticas, pudiendo el riñón haber constituido en realidad una broma llevada a cabo por estudiantes de medicina. El médico Saunders, quien estuvo presente en la autopsia, declaró a la prensa: «El riñón derecho de la mujer Eddowes era perfectamente normal en su estructura y saludable [...] mi opinión es que fue una bufonada de un estudiante». El inspector jefe Donald Swanson, quien coordinó la investigación, escribió: «Riñones similares podrían ser obtenidos de cualquier persona muerta a la que se le haya realizado una autopsia por cualquier causa, por estudiantes o el conserje de la sala de disección».

## Funeral

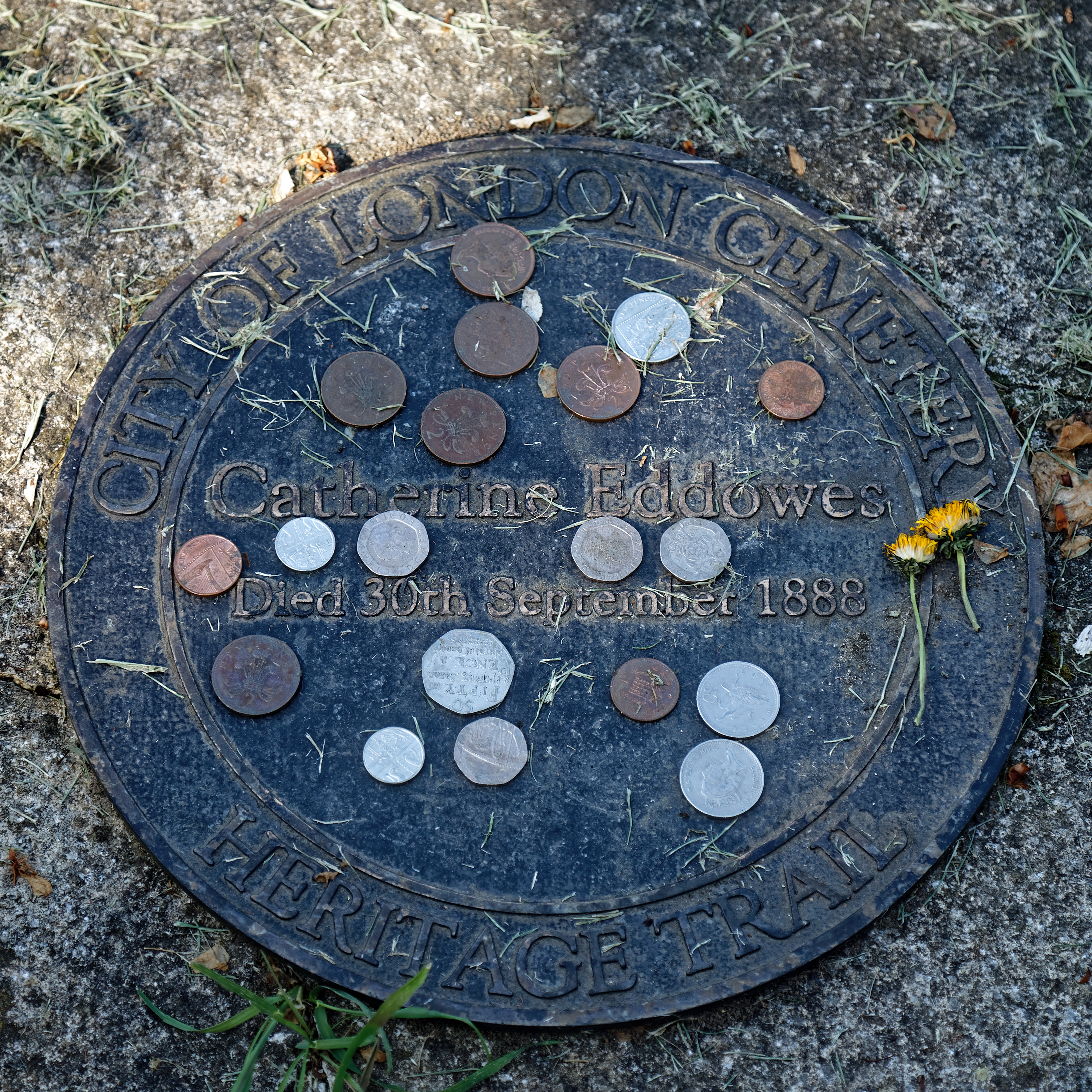
Tumba de Catherine Eddowes en el City of London Cemetery.

Catherine Eddowes fue enterrada el 8 de octubre de 1888 en un ataúd de olmo en el City of London Cemetery, en Manor Park Cemetery (Sebert Road), en la fosa común n.º 49 336, sección n.º 318. Según el Daily Telegraph: 

El cuerpo de la víctima de Mitre Square — Catherine Eddowes, alias Conway, alias Kelly — aún yace en la morgue de la City, en Golden-lane. A la una y media de hoy será trasladada a su tumba en Ilford Cemetery (8 de octubre de 1888).
El funeral de la víctima de la tragedia de Mitre Square tuvo lugar ayer por la tarde. En la vecindad de la morgue de la City en Golden-lane un grupo bastante grande de gente se reunió para presenciar la salida del carruaje hacia el Ilford Cemetery. No solo estaba la calle abarrotada, si no que las ventanas y tejados de los edificios colindantes estaban ocupados por espectadores. La procesión dejó la morgue poco después de la una y media. Consistía en una buena carroza fúnebre, un carruaje mortuorio que llevaba a familiares y amigos de la difunta, y un carruaje ligero que llevaba a gente de la prensa. El ataúd era de olmo pulido, con ribetes de roble, y llevaba una placa con la inscripción «Catherine Eddowes, murió el 30 de septiembre de 1888, 43 años de edad» en letras doradas. Una de las hermanas de la fallecida colocó una bella corona en el ataúd, y ya en el cementerio una corona de margaritas fue añadida de parte de una pariente compasiva. Los dolientes eran las cuatro hermanas de la fallecida: Harriet Jones, Emma Eddowes, Eliza Gold y Elizabeth Fisher, sus dos sobrinas Emma y Harriet Jones y John Kelly, el hombre con quien vivía. Mientras el cortejo fúnebre pasaba por Golden-lane y Old-street las miles de personas que lo seguían casi hasta Whitechapel se quedaron sin medio de transporte. El orden fue, de todas formas, admirablemente mantenido por el cuerpo de policía bajo el superintendente Foster y el inspector Woollett, de las fuerzas de la City. Y más allá de las fronteras de la City por otro contingente bajo el superintendente Hunt y el inspector Burnham de la División G. La ruta tomada después de dejar Old-street fue por Green Eastern-street, Commercial-street, Whitechapel-road, Mile-en-road, a través de Stratford hasta el cementerio de la City en Ilford. Una gran multitud se había reunido frente a la iglesia parroquial de St Mary's, en Whitechapel, para ver pasar a la procesión, que en el cementerio fue esperada por algunos centenares de personas, la mayoría de las cuales aparentemente habían venido desde el East-end. Hombres y mujeres de todas las edades, muchos de los cuales llevaban pequeños en sus brazos, se reunieron alrededor de la tumba. Los restos fueron enterrados en la parte de la Iglesia de Inglaterra del cementerio, siendo el servicio conducido por el capellán, el reverendo Mr. Dunscombe. Mr G. C. Hawkes, un sacristán de St Luke's, tuvo la responsabilidad de llevar a cabo el funeral con sus propios medios, y las autoridades de la City, a quienes pertenece el lugar de entierro, pagaron lo estipulado (9 de octubre de 1888).

Actualmente, la parte correspondiente a la sección n.º 318 del cementerio ha sido reutilizada en parte por los Memorial Gardens. Los restos mortales de Eddowes se encuentran junto al Garden Way, frente al Memorial Bed 1849. A finales de 1996, las autoridades del cementerio tomaron la decisión de marcar la tumba de Eddowes con una placa.

## Hechos posteriores
En 2014, el ADN mitocondrial de uno de los descendientes de Eddowes coincidió con el extraído de un chal que suspuestamente procedía de la escena del crimen. La coincidencia del ADN se basó en uno de los siete segmentos tomados de regiones hipervariables. Este segmento contenía una variación de secuencia descrita como 314.1C, la cual no era común, con una frecuencia de solo 1 entre 290 000 a nivel mundial. No obstante, el profesor Sir Alec Jeffreys y otros expertos señalaron que esto constituía un error de nomenclatura debido a la común variación de secuencia 315.1C, la cual está presente en más del 99% de las secuencias en la base EMPOP. Otras muestras de ADN procedentes del chal coincidían con el ADN de un pariente de Aaron Kosminski, uno de los sospechosos. Esta coincidencia también se basó en un segmento de ADN mitocondrial, si bien no se aportó información que permitiese estimar la similitud de la secuencia.
El propietario del chal, el autor Russell Edwards, afirmó que las coincidencias probaban que Kosminski era Jack el Destripador, si bien otros expertos no están de acuerdo. El criminólogo Donald Rumbelow criticó dicha afirmación argumentando que no figuraba ningún chal entre los efectos personales de Eddowes en el registro llevado a cabo por la policía, mientras que el experto en ADN mitocondrial Peter Gill declaró que el chal «es de dudoso origen y ha sido manipulado por numerosas personas que podían haber compartido ese perfil de ADN mitocondrial». Se conoce que dos descendientes de Eddowes estuvieron en la misma habitación donde se encontraba el chal durante tres días en 2007, y, en palabras de un crítico: «El chal ha sido abiertamente manipulado por un montón de gente y tocado, olido y escupido».